# Carl F. Bucherer
Carl F. Bucherer es una empresa con sede en Lucerna (Suiza), que fabrica relojes mecánicos de lujo para hombre y mujer. Desde su fundación en 1888 hasta su venta en 2023, la empresa fue propiedad absoluta de la familia Bucherer, lo que la convierte en uno de los fabricantes de relojes suizos de lujo más antiguos que ha estado en manos de la familia fundadora. La empresa estaba dirigida por la tercera generación de la familia original, y Jörg G. Bucherer era el presidente del consejo de administración.
En agosto de 2023, Bucherer AG fue adquirida por Rolex, aunque conservará su nombre y operará de forma independiente, y la dirección no cambiará. La empresa se integrará en las operaciones de Rolex una vez que las autoridades de competencia aprueben la compra.
Los modelos de la firma son cronógrafos que suelen disponer de flyback, taquímetro o tourbillon, así como indicadores de fecha y día grandes, reserva de marcha, lectura de 24 horas, fases lunares, tres zonas horarias y calendario perpetuo.

## Historia

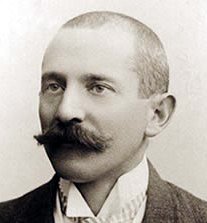
Carl Friedrich Bucherer, fundador de la firma

Carl Friedrich Bucherer estableció en 1888 su primera boutique de venta de relojes y joyas en Lucerna, Suiza. En 1919 lanzó su primera colección de relojes para mujer de estilo art déco. Fue uno de los primeros relojeros en adoptar la correa de reloj, que en ese momento todavía era un concepto revolucionario. En 1948, la empresa se centró en cronógrafos deportivos, que mostraban de forma destacada la fecha.

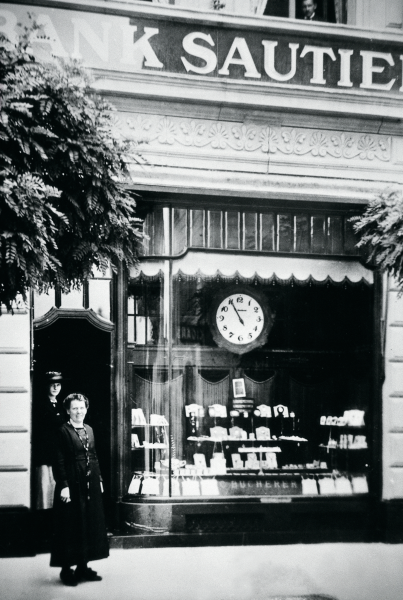
Primera tienda de Carl Friedrich Bucherer en Lucerna (Suiza)

En el año 1968 la firma fabricó alrededor de 15.000 cronómetros de alta precisión y certificados, lo que la convirtió en uno de los tres principales productores suizos de estos relojes especializados. En 1969, la empresa pasó a formar parte de un consorcio suizo para el desarrollo y la producción del primer movimiento de cuarzo para relojes de pulsera, el Beta 21.
En 1976, Jörg G. Bucherer, miembro de la tercera generación de la familia, se hizo cargo de la empresa. En 2001, la marca Carl F. Bucherer modificó su posicionamiento en el mercado, y la empresa lanzó la colección de relojes Patravi. En 2005 presentó la patente del mecanismo con monopulsador del reloj Patravi TravelTec, que permite la visualización en paralelo de tres zonas horarias.
En 2007 la compañía adquirió la empresa Téchniques Horlogères Appliquées de Sainte-Croix (Vaud) y la incorporó a la empresa como Carl F. Bucherer Technologies. La adquisición permitió a la empresa investigar, desarrollar y producir sus propios movimientos y módulos para funciones adicionales. Esto llevó al año siguiente al lanzamiento por parte de la empresa del movimiento de fabricación CFB A1000, que cuenta con un anillo dentado con un contrapeso montado periféricamente. En 2014, el Manero PowerReserve se convirtió en el primer modelo de Carl F. Bucherer en recibir una firma láser única para garantizar la autenticidad y la calidad del producto. A partir de ese año, todos los modelos han estado equipados con esta tecnología. En 2018, Bucherer adquirió Tourneau LLC.

## Producción

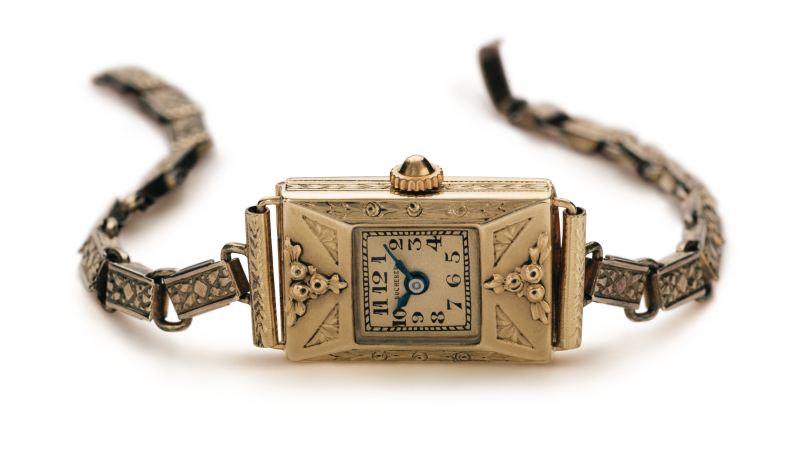
El primer reloj de pulsera para mujer de Carl F. Bucherer, de 1919

En 2002, Carl F. Bucherer trasladó sus talleres de producción de Nidau a una planta de producción más grande en Lengnau bei Biel para aumentar su capacidad de producción. En 2015, Carl F. Bucherer anunció que su fabricación se consolidaría en una nueva fábrica en Lengnau para optimizar los procesos de producción y su valor añadido, así como para aumentar la integración vertical de la producción.
En la década de 2020, la empresa vende unos 25.000 relojes al año (alrededor del 60 % para hombres y el 40 % para mujeres). El rango de precios varía entre 5.000 y 30.000 francos suizos, con algunas excepciones que superan los 400.000 francos suizos. El mercado mundial se divide entre Europa con un 40 %, Asia también con un 40 % y el resto del mundo, incluido el mercado estadounidense con un 20 %.

## Movimiento de fabricación propia

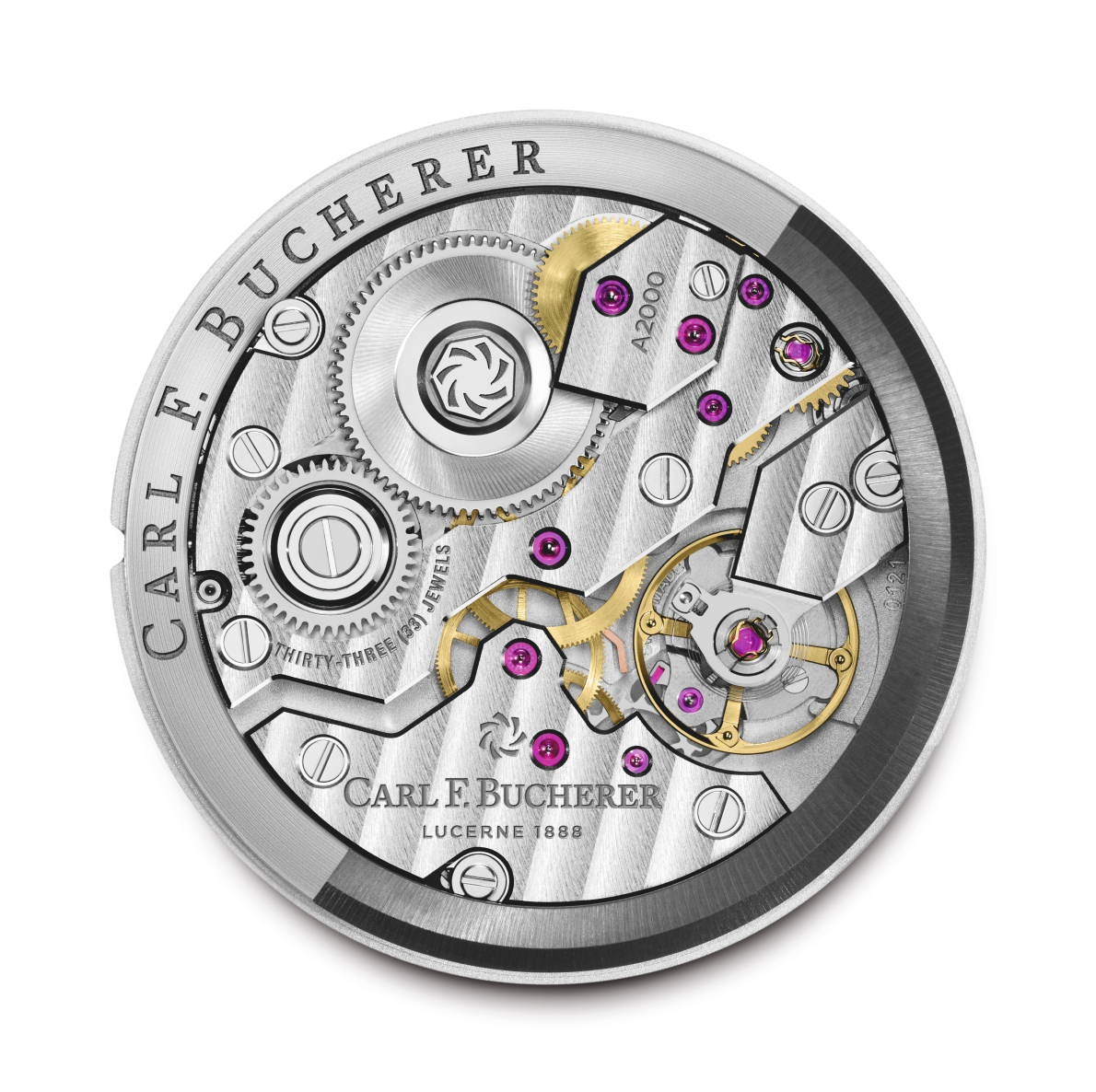
Movimiento manufacturado del calibre CFB A2000

El calibre CFB A1000 disponía del primer movimiento de carga automática de funcionamiento fiable con una fuente de energía montada periféricamente. Un anillo dentado y un segmento de masa en desequilibrio rotatorio hecho de wolframio rodean todo el mecanismo, girando sobre rodillos de carbono cada vez que el reloj se mueve. Un sistema de ruedas de embrague captura la energía. Prescindir de un rotor montado centralmente significa relojes más delgados y un peso ultradenso que oscila alrededor de un radio mayor significa una mejor posibilidad de lograr una mayor reserva de energía con la misma cantidad de movimiento del brazo. El rotor periférico proporciona energía al girar en cualquier dirección y permite una visualización completa del movimiento. El movimiento A1000 incluye el sistema patentado "Dynamic Shock Absorption" (DSA) para una absorción de impactos efectiva.

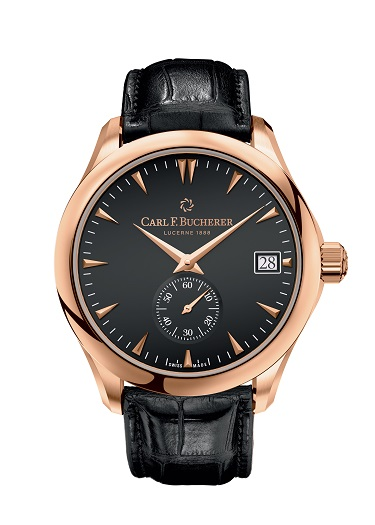
El modelo Manero Peripheral 2016, que marcó el lanzamiento de la familia de movimientos CFB A2000

En el Baselworld de 2016, Carl F. Bucherer presentó el movimiento de fabricación propia CFB A2000. El A2000 conserva el mecanismo de cuerda característico del calibre A1000, pero se mejoró de una frecuencia de 3 Hz a una de 4 Hz "para una mayor precisión y un nuevo volante de movimiento libre para una mayor resistencia a la desviación de tiempo inducida por golpes". El A2000 tiene la certificación de cronómetro suizo COSC para dar fe de su alto nivel de rendimiento.
El nuevo modelo Manero Peripheral, también presentado en el BaselWorld 2016, está impulsado por el calibre CFB A2050 basado en el CFB A2000. Este reloj marca el lanzamiento de la familia de movimientos CFB A2000. El nuevo modelo Manero Flyback presentaba el calibre CFB 1970, "que se controla mediante una rueda dentada y también proporciona una función flyback, lo que permite medir múltiples intervalos de tiempo en rápida sucesión".
En 2018, la firma lanzó su calibre de fabricación propia CFB T3000, que incorporaba, además del rotor periférico, un tourbillón que parece flotar. A diferencia de los tourbillones tradicionales, no está montado en la platina principal del movimiento ni en un puente superpuesto. En cambio, la jaula del tourbillón a prueba de golpes se asienta de manera segura en su posición, sostenida periféricamente por tres cojinetes de bolas de cerámica. Estos cojinetes, que son distintivamente invisibles, se dice que garantizan una guía precisa y un funcionamiento suave. El tourbillón también tiene una función de parada de segundos. El movimiento se introdujo por primera vez en el modelo Manero Tourbillon DoublePeripheral.
En 2021 se lanzó el Manero Minute Repeater Symphony, un reloj que estrenó el calibre de manufactura CFB MR3000, un movimiento automático que cuenta con tres tecnologías patentadas. Además del sistema de cuerda con rotor periférico y el "tourbillon flotante", también está equipado con una complicación de repetición de minutos con un regulador montado periféricamente.

## Autenticación
Desde 2014, los movimientos manufacturados por la empresa están protegidos contra falsificaciones mediante una tecnología láser especial desarrollada por la empresa suiza Mimotec SA. Se trata del proceso CLR-LIGA, que imprime una firma única en la superficie del movimiento del reloj mediante nanoestructuración difractiva que luego solo se puede autenticar con un dispositivo de escaneo láser especializado.

## Colecciones
Los relojes de Carl F. Bucherer se dividen en cinco colecciones principales:
- Patravi.[27][28][29]
- Manero.[30]
- Heritage
- Adamavi (relojes de lujo).[31]
- Pathos (relojes de lujo para mujer).[32]
- Alacria (relojes de joyería para mujer).[33]

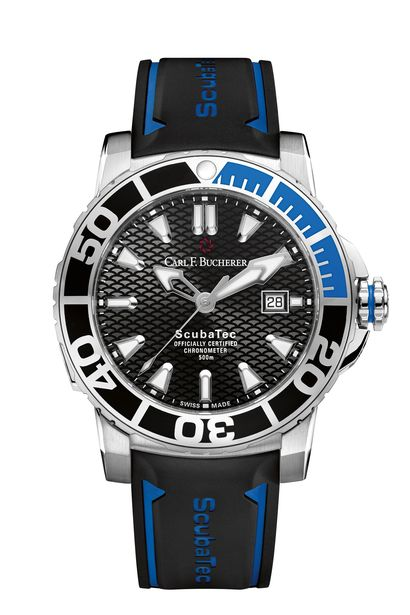
Reloj de buceo Patravi ScubaTec
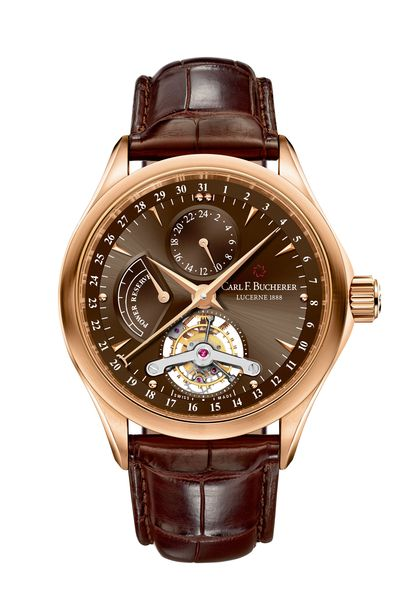
Manero Tourbillon Edición Limitada
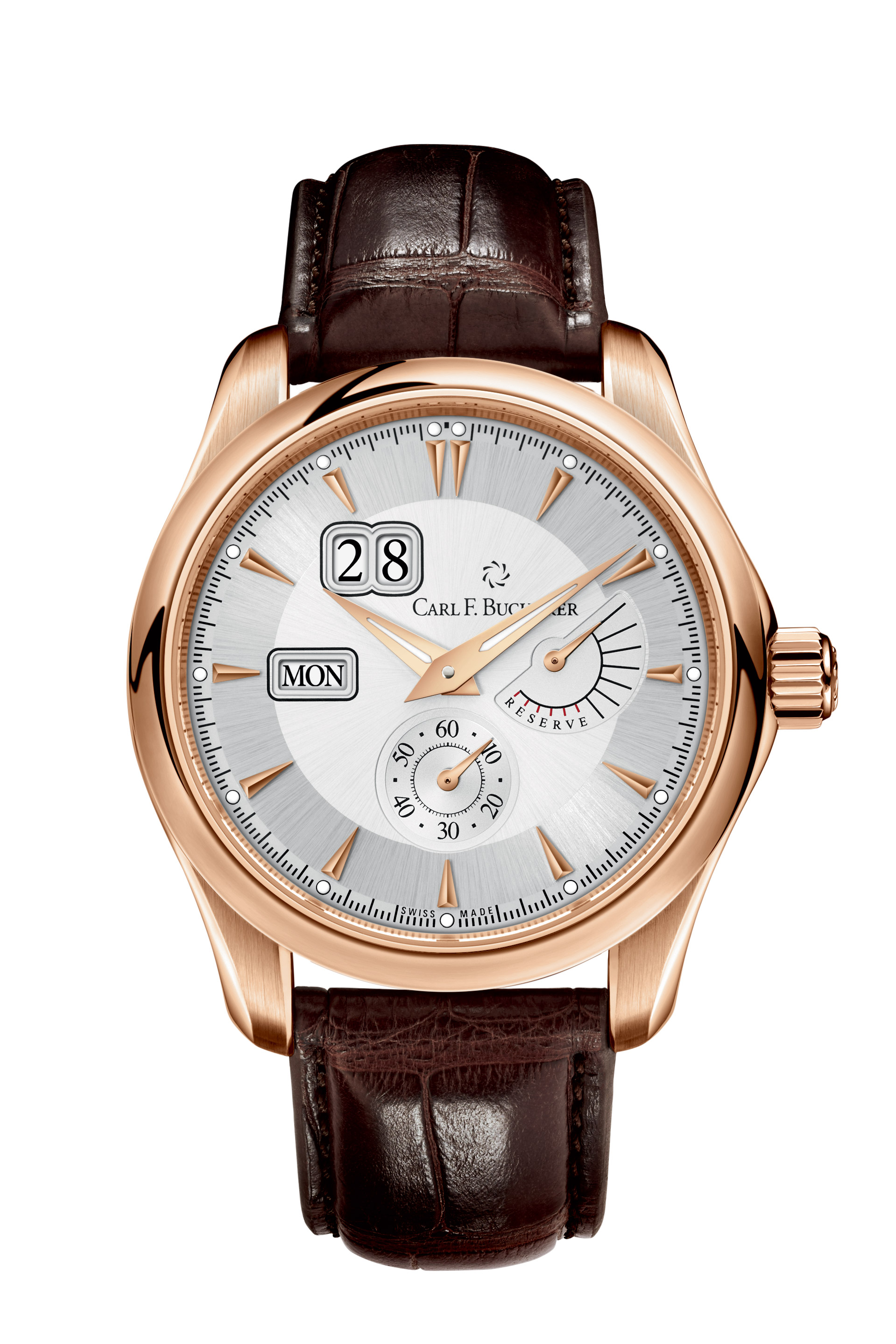
Modelo Manero PowerReserve
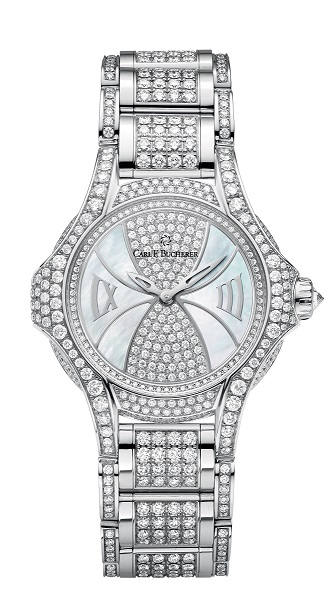
Pathos Desire
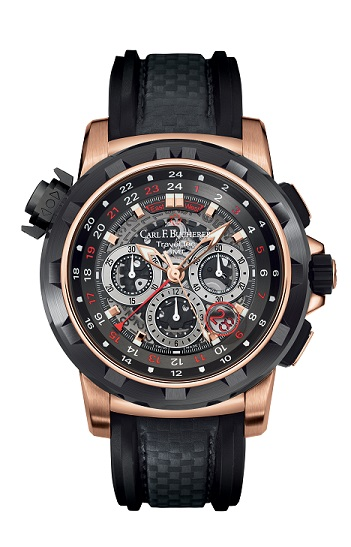
Patravi TravelTec FourX Edición Limitada

## 125 aniversario

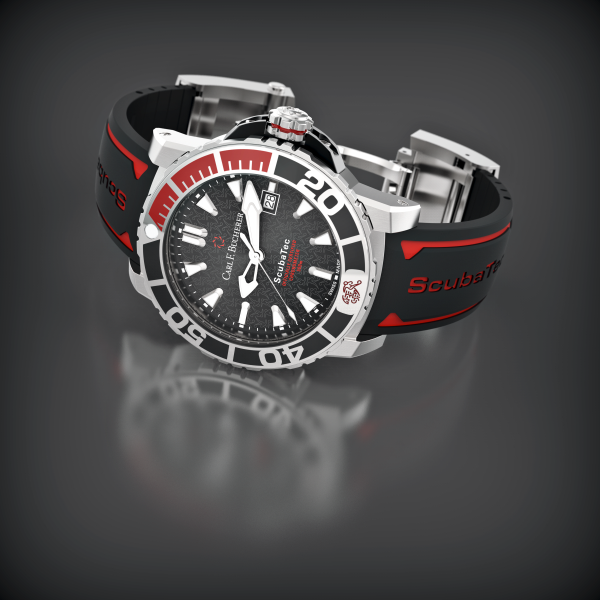
Reloj de buceo Patravi ScubaTec SFV Edición Especial

En 2013, Carl F. Bucherer celebró su 125 aniversario con una gira internacional en la que presentó más de 200 relojes históricos y la historia de la empresa. La empresa también lanzó cuatro relojes de edición limitada: el Manero MoonPhase, el Manero Tourbillon, el Alacria RoyalRose y el Patravi TravelTec FourX. Un volumen conmemorativo, "125 años de historia suiza del tiempo", culminó la conmemoración de la historia de la empresa.

## Colaboración con la Asociación Suiza de Fútbol
En 2014, Carl F. Bucherer se asoció con la Asociación Suiza de Fútbol para proporcionar a cada miembro de la Selección de fútbol de Suiza un reloj Patravi ScubaTec SFV Special Edition antes del Mundial de ese año. El logotipo de la Asociación Suiza de Fútbol se encuentra a las 6 en punto en el bisel, y en la parte trasera de cada reloj tiene un grabado con el nombre del jugador al que se entregó.
A partir del 1 de julio de 2016, Carl F. Bucherer se convirtió en el "cronometrador oficial" de las selecciones nacionales de fútbol de Suiza durante un período de cuatro años. Como parte de esta asociación, los jugadores nacionales suizos llevan el exclusivo reloj Patravi ScubaTec SFV. A la conferencia de prensa en la que se anunció la asociación asistieron Stephan Lichtsteiner, capitán de la selección nacional suiza, y el jugador estrella Granit Xhaka.

## Apariciones en el cine
- En la película Deadpool 2, Cable, un soldado que viaja en el tiempo interpretado por Josh Brolin, lleva una máquina del tiempo en su muñeca. El film incluye primeros planos del dispositivo, en el que está inscrito el nombre y el logotipo de Carl F. Bucherer, lo que sugiere que, en un futuro lejano, del que Cable procede, la firma producirá relojes de muñeca capaces de manipular el tiempo mismo.

- El actor Keanu Reeves usa un reloj Carl F. Bucherer Manero AutoDate en las películas John Wick (2014) y John Wick: Chapter 2 (2017).[42] En John Wick: Chapter 3 - Parabellum, el actor Ian McShane porta un reloj Carl F. Bucherer Manero AutoDate con esfera negra.

- En la película de Hollywood Atómica (2017) aparece un reloj Carl F. Bucherer. La película está ambientada a principios de los años 1990, justo antes de la caída del Muro de Berlín. Dentro del reloj de la firma se encuentra la lista sin codificar de agentes secretos.